# Liste der Geotope im Landkreis Freising
Diese Liste enthält die Geotope des Oberbayerischen Landkreises Freising in Bayern.
Die Liste enthält die amtlichen Bezeichnungen für Namen und Nummern des Bayerischen Landesamt für Umwelt (LfU) sowie deren geographische Lage. Diese Liste ist möglicherweise unvollständig. Im Geotopkataster Bayern sind etwa 3.400 Geotope (Stand März 2020) erfasst. Das LfU sieht einige Geotope nicht für die Veröffentlichung im Internet geeignet. Einige Objekte sind zum Beispiel nicht gefahrlos zugänglich oder dürfen aus anderen Gründen nur eingeschränkt betreten werden.
| Name                                        | Bild | Geotop ID | Gemeinde / Lage               | Geologische Raumeinheit | Beschreibung | Fläche m² / Ausdehnung m | Geologie                                                  | Aufschlussart                  | Wert               | Schutzstatus                                           | Bemerkung |
| ------------------------------------------- | ---- | --------- | ----------------------------- | ----------------------- | --- | ------------------------ | --------------------------------------------------------- | ------------------------------ | ------------------ | ------------------------------------------------------ | --------- |
| Terrasse zwischen Niederhummel und Moosburg |      | 178A001   | Moosburg an der Isar Position | Paar-Isar-Region        | Die gut ausgebildete Terrasse erstreckt sich über drei Kilometer von Niederhummel nach Grünseiboldsdorf und weiter bis nach Moosburg an der Isar. Das eigentliche Geotop ist eine Fundstelle von Mollusken aus dem Riß-Würm-Interglazial. Heute ist dieser Fagotienschotteraufschluss jedoch vollständig verwachsen. | 1250 250 × 5             | Typ: Fossiler Boden, Schichtfolge, Terrasse Art: Schotter | Hanganriss/Felswand            | bedeutend          | Landschaftsschutzgebiet, FFH-Gebiet                    |           |
| Sideritbildung im Ampermoos SW von Zolling  |      | 178A002   | Freising Position             | Donau-Isar-Hügelland    | Die Bildung von Tuff-ähnlichem Siderit im Boden ist einzigartig in Bayern. Leider kann das Vorkommen derzeit nicht anstehend aufgefunden werden. | 1 1 × 1                  | Typ: Mineralien, Sinterbildung Art: Kalktuff              | sonstiger Aufschluss           | besonders wertvoll | Landschaftsschutzgebiet                                |           |
| Weißberg NE von Hangenham                   |      | 178A006   | Langenbach Position           | Paar-Isar-Region        | Die Geländekante des Weißbergs und ihre Verlängerungen nach Osten und Westen grenzen das Tertiärhügelland morphologisch ab gegen die Münchener Ebene im Süden. An der Oberkante des Prallhangs sind gelbe und graue Sande der Oberen Süßwassermolasse mit hellen Linsen feinkörnigeren Materials aufgeschlossen.     | 3000 60 × 50             | Typ: Prallhang Art: Sand, Kies                            | Prallhang/Flussbett/Bachprofil | wertvoll           | Naturschutzgebiet, Landschaftsschutzgebiet, FFH-Gebiet |           |
| Schürfgrubenfeld Waldsiedlung Freising      |      | 178G001   | Freising Position             | Donau-Isar-Hügelland    | Zahlreiche Gruben eines frühmittelalterlichen Abbaus von Limonit-Geoden aus der Oberen Süßwassermolasse sind hier zu erkennen. Dazwischen liegen Aushubwälle und Entwässerungsgräben mit Müllablagerungen. | 10000 100 × 100          | Typ: Pinge/nfeld Art: Sand                                | kein Aufschluss                | bedeutend          | Bannwald                                               |           |